# Orquesta del Festival de Lucerna

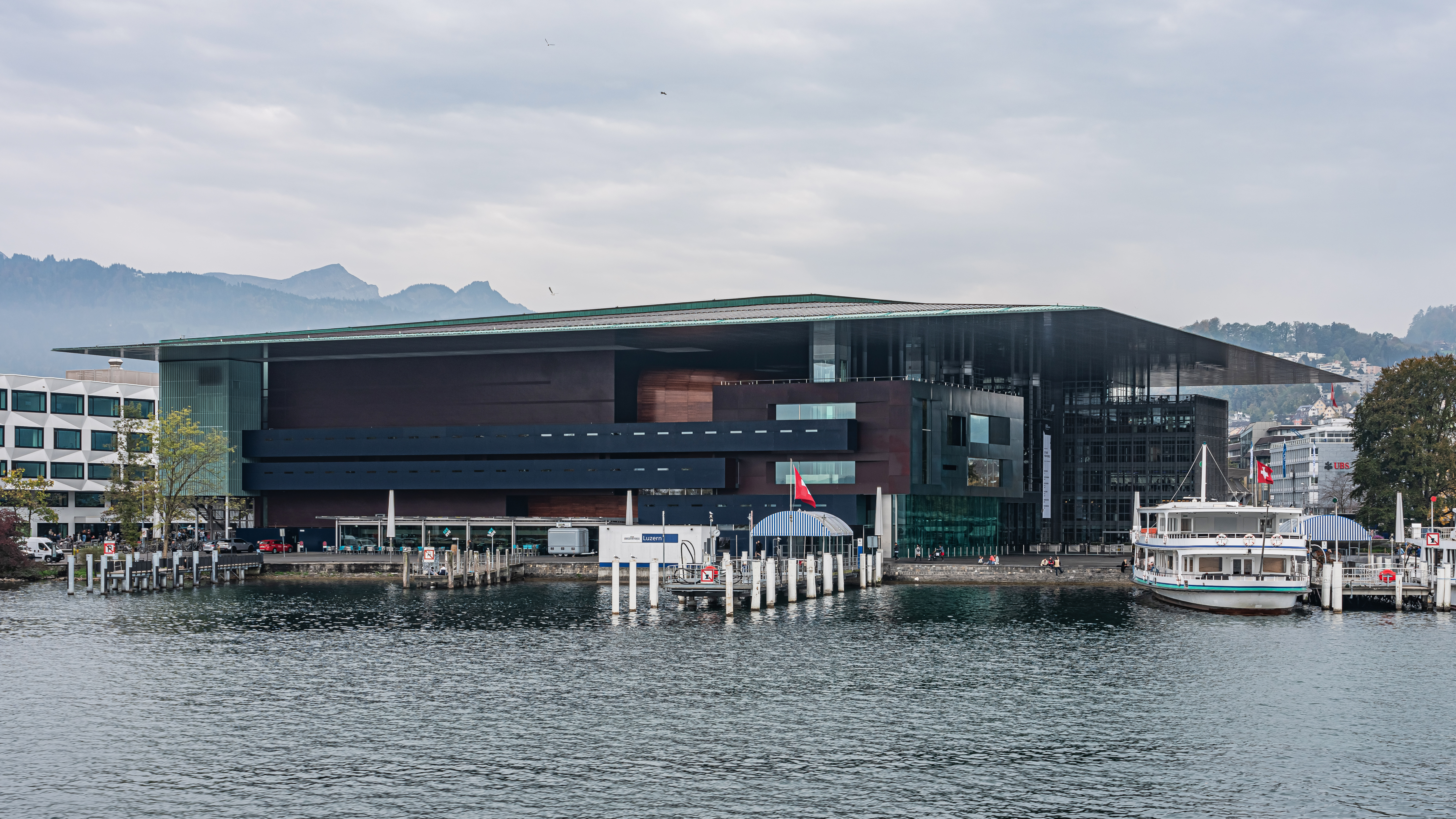
Palacio de cultura y congresos visto desde el lago de Lucerna.

La Orquesta del Festival de Lucerna (en inglés: Lucerne Festival Orchestra) es una orquesta sinfónica estacional, creada especialmente para actuar cada año en el Festival de Lucerna en Suiza. 

## Historia
La primera Orquesta del Festival se presentó en 1938, en un concierto dirigido por Arturo Toscanini. Desde 1943 hasta que se disolvió en 1993, la orquesta estaba formada fundamentalmente por músicos suizos. Algunos años después, la orquesta se volvió a fundar, basándose en músicos de la Joven Orquesta Gustav Mahler y de la Joven Orquesta de la Unión Europea.
Más recientemente, a raíz de un acuerdo del año 2000 entre el director de orquesta Claudio Abbado y el director del Festival, Michael Haefliger, la orquesta volvió a tomar impulso, tomando como núcleo la Mahler Chamber Orchestra, a la que se unieron reputados solistas, e integrantes de las principales orquestas sinfónicas del mundo, entre los que se puede destacar a  Kolja Blacher, Wolfram Christ, Mirijam Contzen, Diemut Poppen, Natalia Gutman, Jens-Peter Maintz, Jacques Zoon, Reinhold Friedrich, Stefan Dohr, Alessio Allegrini, Mark Templeton, Franz Bartolomey, Alois Posch, Emmanuel Pahud, Albrecht Mayer, Lucas Macías Navarro, Stefan Schweigert y los miembros del Sabine Meyer Wind Ensemble, y de los cuartetos Alban Berg y Hagen. Asimismo incorpora componentes de las orquestas con las que Abbado ha tenido más relación a lo largo de su carrera: Sinfónica de Londres, Filarmónica de Viena y Filarmónica de Berlín.
Abbado escogíó personalmente a los miembros de la orquesta para cada temporada, que se reúnen al principio del mes de agosto para preparar los conciertos inaugurales del Festival. Los primeros conciertos de la Orquesta tuvieron lugar en el Festival de 2003, en el KKL de Lucerna. Además del festival, la orquesta suele viajar cada año a una o dos capitales para dar conciertos, comenzando por Roma en el otoño de 2005.
La orquesta, junto con Abbado, ha grabado varios DVD con sus conciertos en el Festival de Lucerna, destacando una serie de sinfonías de Gustav Mahler.
Tras el fallecimiento de Abbado, la orquesta ha sido dirigida en el Festival por Andris Nelsons y Bernard Haitink.
En agosto de 2015, la orquesta anunció el nombramiento de Riccardo Chailly como nuevo Director Musical Titular de la Orquesta, a partor del inicio del Festival de Verano de 2016.